# Vizzolo Predabissi
Vizzolo Predabissi – miejscowość i gmina we Włoszech, w regionie Lombardia, w prowincji Mediolan.
Według danych na rok 2004 gminę zamieszkiwało 4020 osób, 804 os./km².